# Panteramaniet
De panteramaniet (Amanita pantherina) is een giftige paddenstoel die behoort tot de familie Amanitaceae.

## Kenmerken
De 5–10 cm brede hoed van de paddenstoel is grijsbruin tot geelbruinachtig en bedekt met kleine stippen afkomstig van het velum. De witte lamellen staan dicht tegen elkaar aan. De witte, tot 12 cm lange steel is fijndraderig met in het midden een witte, hangende manchet. De knol onderaan de steel heeft een duidelijke begrensde rand.

## Verwisseling
De panteramaniet kan verwisseld worden met de minder eetbare Amanita spissa en de goed eetbare parelamaniet (Amanita rubescens). Ook lijkt de panteramaniet op Amanita regalis.

## Giftigheid
In Nederland valt de panteramaniet evenals de vliegenzwam onder de werking van de Opiumwet. De panteramaniet is echter giftiger dan de vliegenzwam en inname ervan kan leiden tot het zogeheten pantherina-syndroom. Beide paddenstoelen kunnen leiden tot dezelfde verschijnselen. Inname van de panteramaniet kan echter leiden tot convulsies (stuipen). De tijdsspanne tussen inname en verschijnselen bedraagt een half uur tot drie uur.
De vergiftiging verloopt in twee fasen:
- de excitatiefase met gedragssymptomen zoals euforie, woede, agitatie, verwardheid, delier en hallucinaties;[2]
- de fase van diepe slaap volgt op de excitatiefase en is gekenmerkt door het optreden van een comateuze toestand.[2] De patiënt herstelt doorgaans na 12 tot 24 uur. In sommige gevallen verloopt de intoxicatie dodelijk[2]. Er is geen antigif beschikbaar.[2]

Het giftige iboteenzuur van de paddenstoel wordt bij het drogen omgezet in het minder giftige muscimol. De giftige dosis wordt bereikt bij inname van meer dan 100 gram verse paddenstoelen.

## Verspreiding
De panteramaniet komt met name voor in Europa en de Verenigde Staten . Hij is te zien vanaf de zomer tot in de herfst. De paddenstoel komt voor in loofbossen en in mindere mate in naaldbossen. De panteramaniet vormt mycorrhiza met verschillende loof- en naaldbomen.

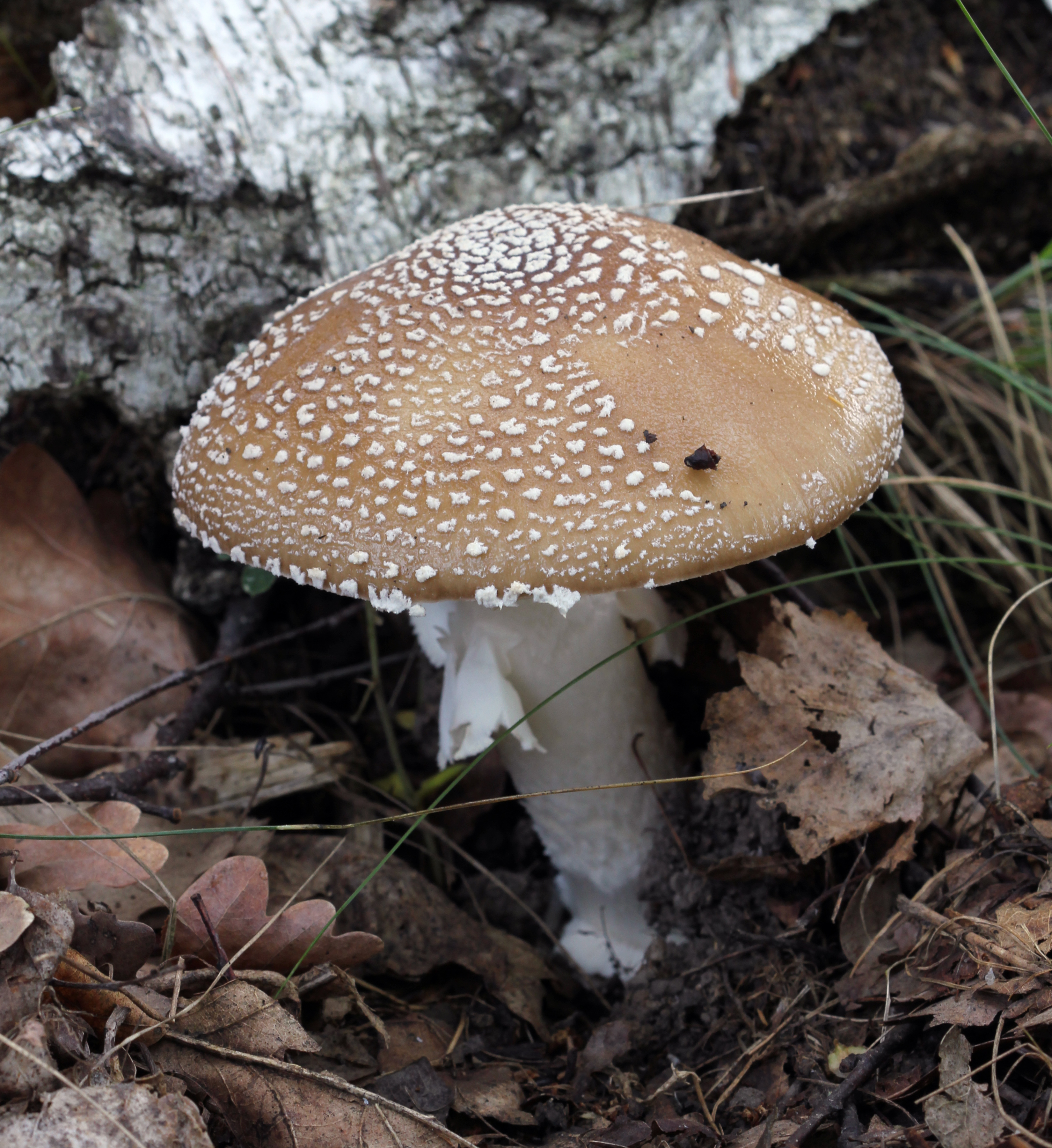
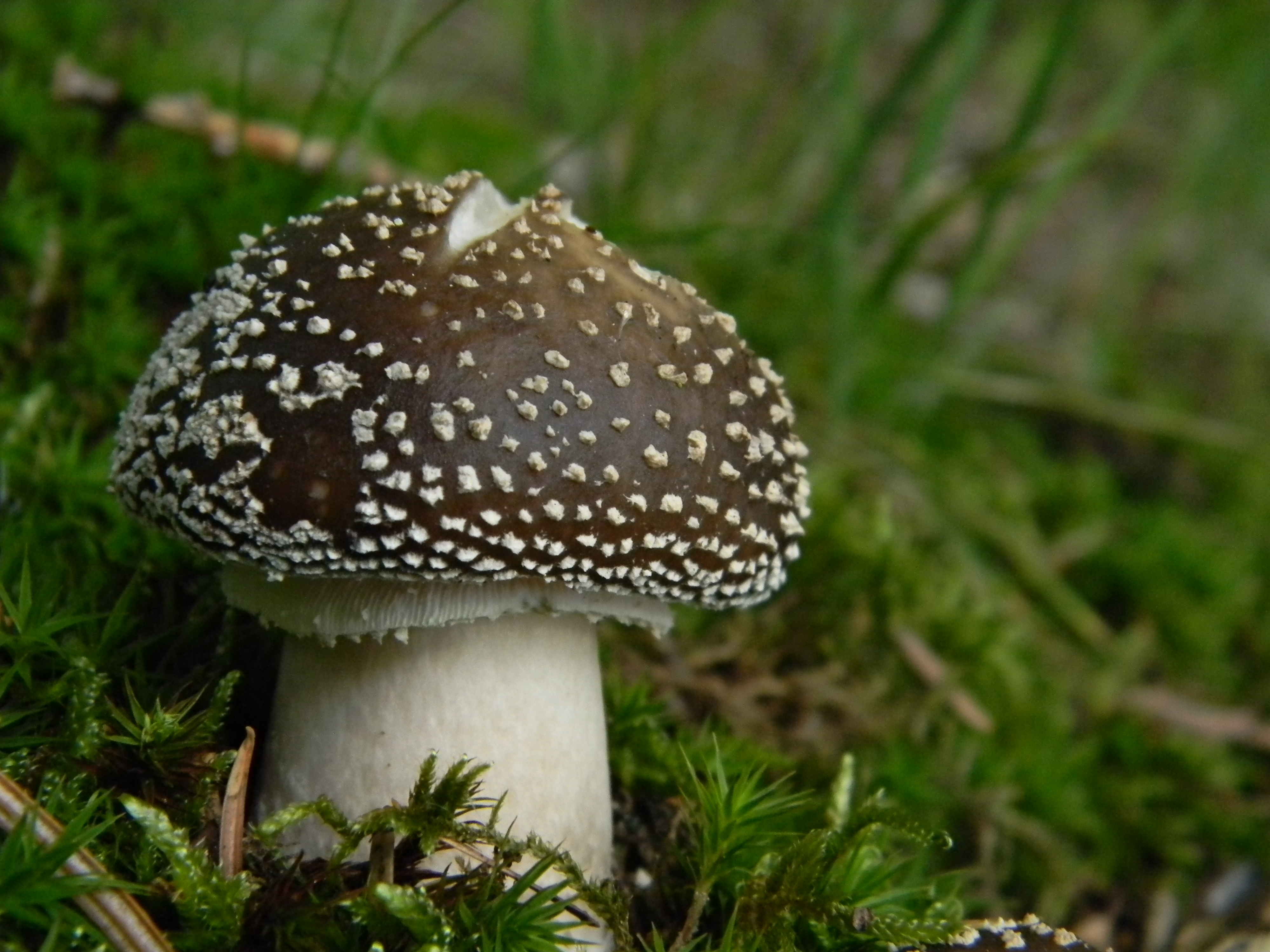
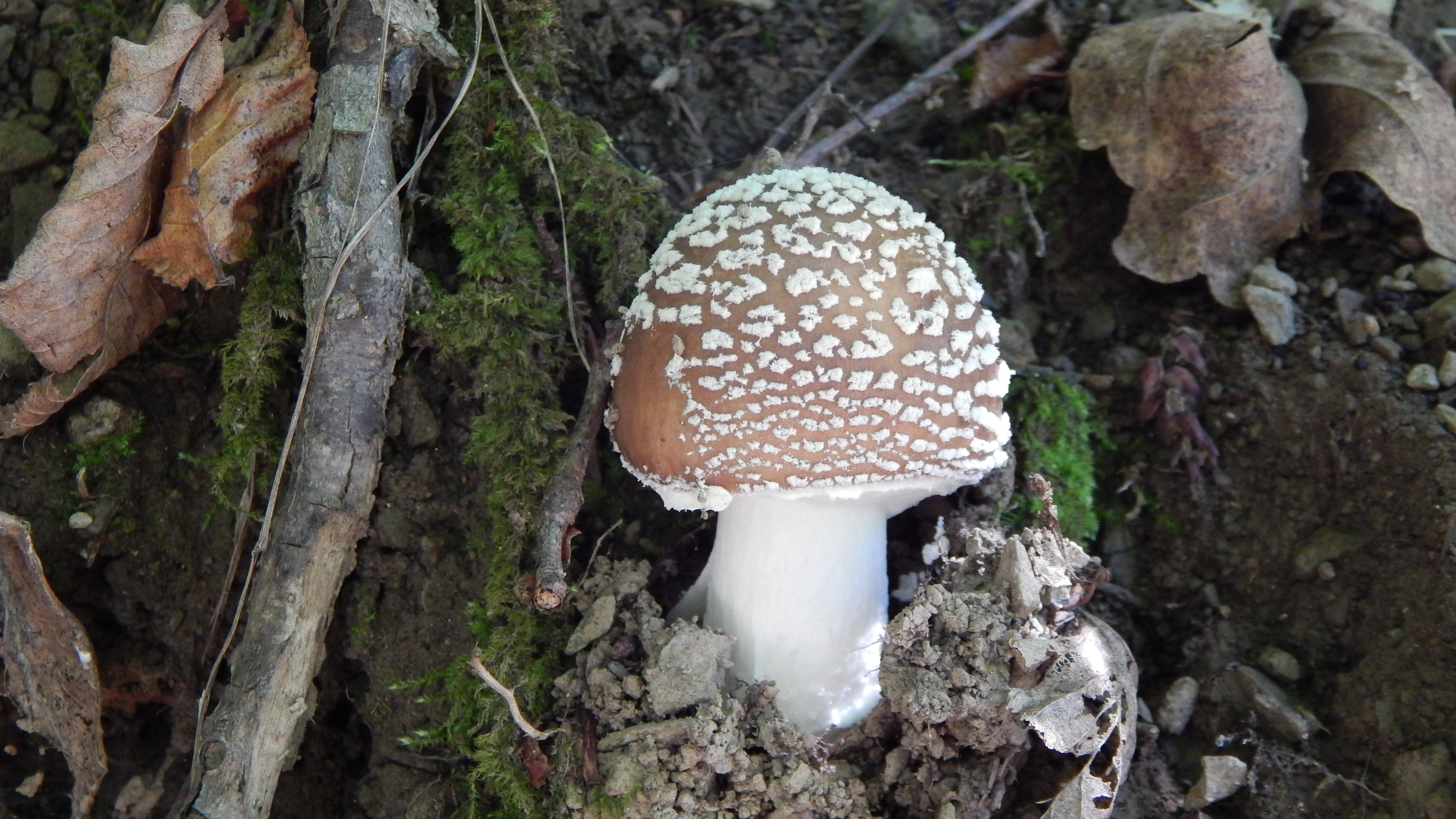
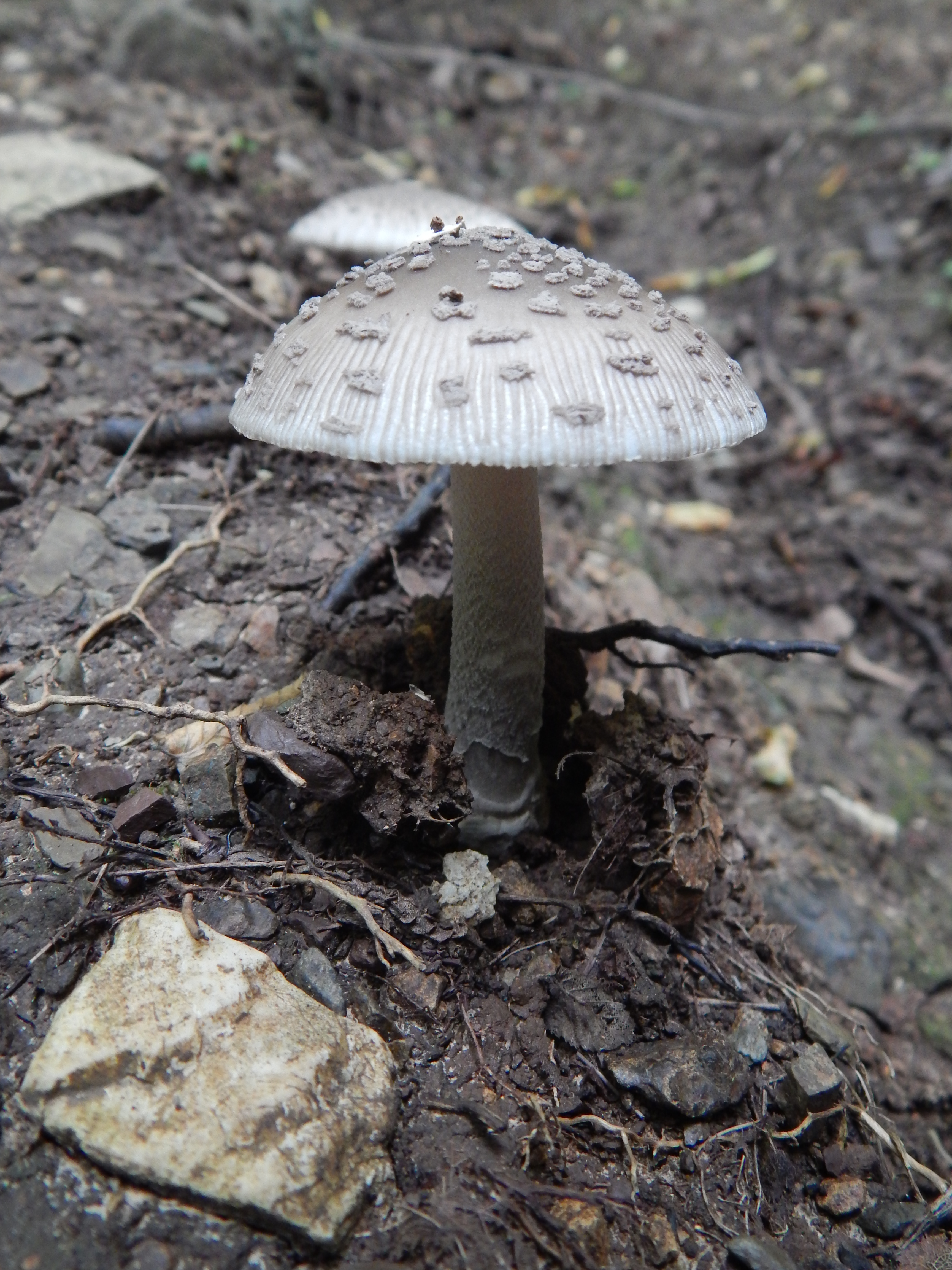
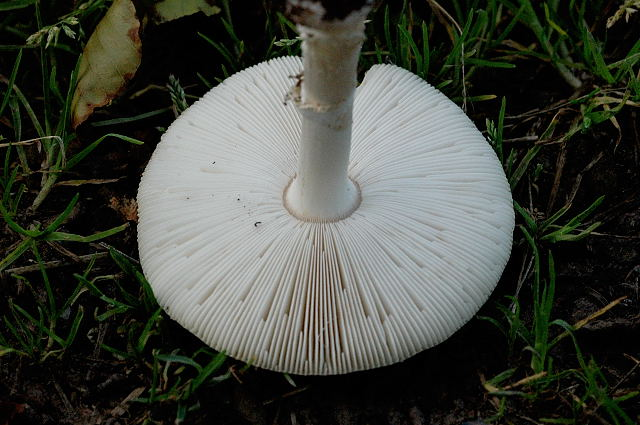
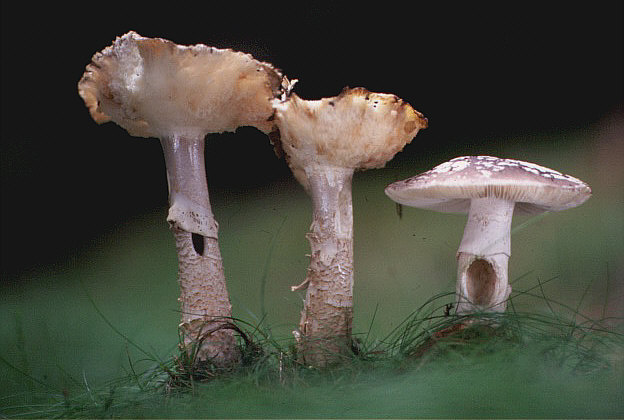
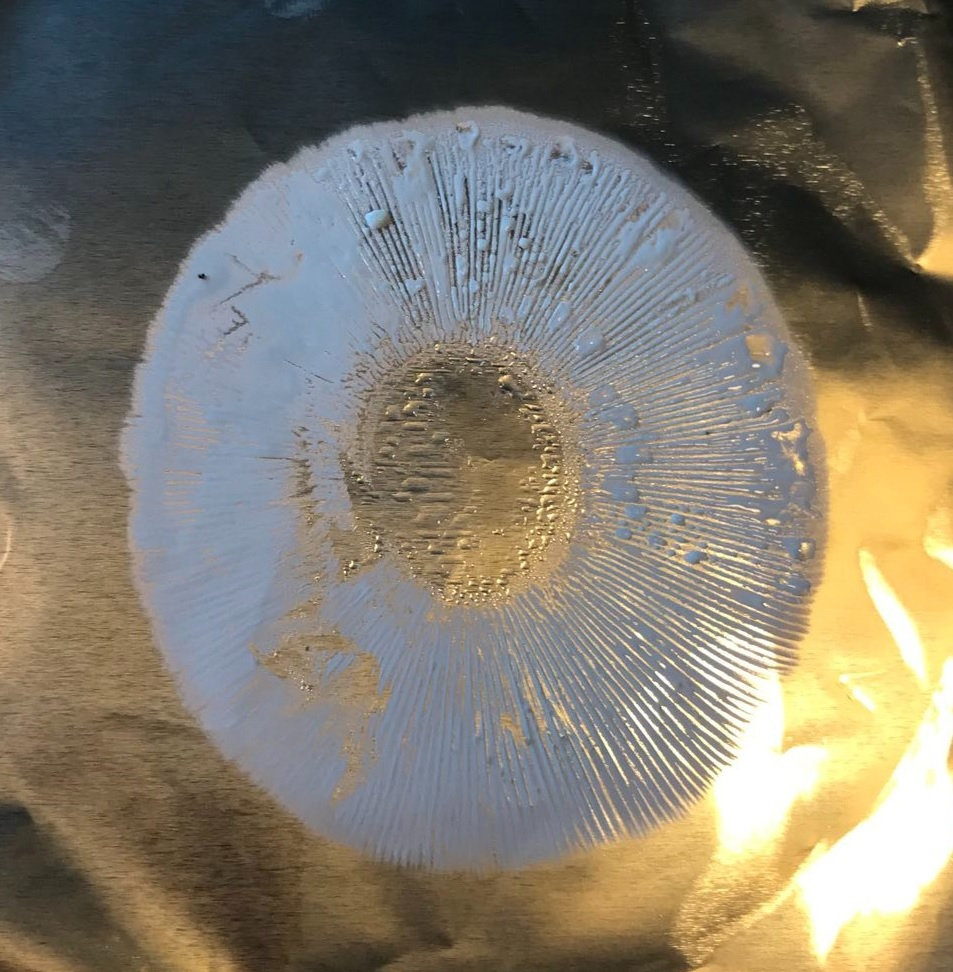
Sporenprint

| Mediabestanden Commons heeft media  bestanden in de categorie Amanita pantherina . |